# Tumlaren (1914)
Tumlaren, officiellt HM Ubåt Tumlaren, var en ubåt i den svenska marinen som jämte systerbåten Svärdfisken byggdes på Kockums varv i Malmö 1914.